# Discography: The Complete Singles Collection
Discography: The Complete Singles Collection släpptes den 4 november 1991 och summerar Pet Shop Boys hitsinglar under åren 1985-1991. Av de 18 singlarna var det endast Was It Worth It? som inte nådde topp 20 på den engelska singellistan. Samlingens höjdpunkter utgörs av englandsettorna West End Girls, It's a Sin, Always on My Mind och Heart, som här återfinns i en remixad version.

## Låtlista
1. "West End Girls"
2. "Love Comes Quickly"
3. "Opportunities (Let's Make Lots of Money)"
4. "Suburbia"
5. "It's a Sin"
6. "What Have I Done to Deserve This?"
7. "Rent"
8. "Always on My Mind"
9. "Heart"
10. "Domino Dancing"
11. "Left to My Own Devices"
12. "It's Alright"
13. "So Hard"
14. "Being Boring"
15. "Where the Streets Have No Name (I Can't Take My Eyes Off You)"
16. "Jealousy"
17. "DJ Culture"
18. "Was It Worth It?"